# John Blum
John Blum (Nueva York, 15 de abril de 1968) es un pianista y compositor de jazz contemporáneo o free jazz que ha trabajado como solista y líder de grupos. Ha participado en escena y/o grabado con Antonio Grippi, Barry Guy, Brandon Lopez, Butch Morris, Chad Taylor, Charles Gayle, Cooper-Moore, Daniel Carter, Darius Jones, David Liebman, David Murray, Denis Charles, Ed Schuller, Gerald Cleaver, Hamid Drake, Han Bennink, Jackson Krall, Jemeel Moondoc, Karen Borca, Marco Eneidi, Marshall Allen, Mat Maneri, Michael Bisio, Peter Brotzman, Tony Scott, Tristan Honsinger, Raphe Malik, Roy Campbell, Jr., Sabir Mateen, Sunny Murray, Sonny Simmons, Sirone, Steve Swell, Susie Ibarra, Warren Smith, Wilber Morris, and William Parker. 

## Trayectoria
Entre 1987 y 1991 estudió en la Universidad de Bennington la licenciatura en Música al mismo tiempo que la de Ciencias Biológicas; a través de sus estudios con Bill Dixon y Milford Graves. Después de la universidad, continuó sus estudios musicales con los pianistas Borah Bergman y Cecil Taylor, y más tarde recibió una maestría en Composición de Jazz y Performance. Mientras que en Europa, en 1992, trabajó con Han Bennink (batería), Antonio Grippi (sax), Demian Richardson (trompeta), Tristan Honsinger (chelo), y el legendario Tony Scott (músico) en el clarinete.
Al regresar a la ciudad de Nueva York, Blum se hizo miembro del "Improvisers Collective" (1993-1995) e inició proyectos como solista y líder de grupo, colaboraciones con músicos como Rashid Bakr, el trompetista Roy Campbell y el saxofonista Daniel Carter. Fue líder de un ensamble de free jazz en 1995 que incluía a Karen Borca (oboe), Joe Daly (tuba), Jackson Krall (batería), Alex Lodico (trombón), Raphe Malik (trompeta) y Sabir Mateen (saxofón tenor). Este grupo tocó en la primera edición del Vision Festival, en 1996. En 1996, además de sus proyectos de grupo y como solista, fue el pianista de la "Orquesta de Free Jazz de Cecil Taylor", y presentó duetos de piano con Cooper-Moore en el Museo Whitney.
A principios de 1998 formó un grupo llamado "Astrogeny" con Antonio Grippi al saxofón alto, William Parker en el contrabajo y Denis Charles en la batería. Blum también trabajó con dos miembros de su anterior ensamble, Joe Daly y Jackson Krall en el formato de trío. Este trío participó en la edición de 1999 del Vision Festival. 
En 1999 formó un cuarteto con Jemeel Moondoc al sax alto, Gerald Cleaver en la batería y William Parker o Sirone en el contrabajo. Ese mismo año recibió una beca de composición de la Fundación Jerome, mediante la cual se pudo financiar la presentación de dos piezas de ensamble con Karen Borca al oboe, Jemeel Moondoc al sax alto y Randy Peterson en la batería.
Blum fue el pianista del "Bill Dixon Ensemble" durante el Vision Festival del 2000, y se presentó como solista en la edición 2001 de dicho festival. También durante los años 2000-2001, formó un trío con Mat Maneri en la viola y Michael Wimberly en la batería. En el 2002, Blum se presentó en el Vision Festival con un trío formado por Sabir Mateen  en el sax tenor y Jackson Krall en la batería. En el año 2006, se presentó una vez más en el Vision Festival como pianista invitado del cuarteto "Slammin' the Infinite" del trombonista Steve Swell. En el 2007 terminó la maestría en Composición de Jazz y Performance en la Universidad de Bennington, en Vermont, Estados Unidos. En 2008 realizó dos discos: uno como solista  'Who Begat Eye' con Konnex Records y un trío con William Parker en el contrabajo y Sunny Murray en la batería para Ecstatic Peace Records: 'In the Shade of Sun'. En 2010 participó en el Vision Festival de Nueva York con el baterista Jackson Krall.
En el 2011 Blum tocó en una serie de conciertos como solista en Portugal en las islas de Pico, Faial y Sao Miguel; y en el Circol Maldá en Barcelona. Ese año también participó en el Suoni Per Il Popolo Festival en Montreal, Canadá. En el 2012 se presentó con frecuencia en Nueva York y en varios festivales de música como el High Zero en Baltimore y el Jazzores Festival en la isla de Santa María en Portugal. También volvió a Barcelona para presentarse con el bajista Masa Kamaguchi. En el 2013 Blum se presentó en México en las ciudades de Guanajuato y en Mérida en el Festival de Free Jazz Chaakab Paaxil. También tocó como solista y con un trío en el Crossover Festival en Italia, en el Jazz and More Festival en Rumania y en el Musicam Festival en Portugal. Actualmente sigue trabajando como líder solista y en grupo.

## Discografía

### Ensambles
- 1998: John Blum Quartet "Astrogeny" (Eremite Records)
- 2005: Sunny Murray Trío "Perles Noires Vol.2" (Eremite Records)
- 2008: John Blum Trío "In The Shade Of Sun" (Ecstatic Peace Records)

### Solista
- 2001: Solo Piano "Naked Mirror" (Drimala Records)
- 2008: Solo Piano "Who begat Eye" (Konnex Records)